# تائورولیدین
تائورولیدین (انگلیسی: Taurolidine) یک عامل ضد میکروبی است که برای جلوگیری از عفونت در کاتترها استفاده میشود. همچنین به عنوان درمانی برای سرطان در حال مطالعه است.